# Corina Morariu

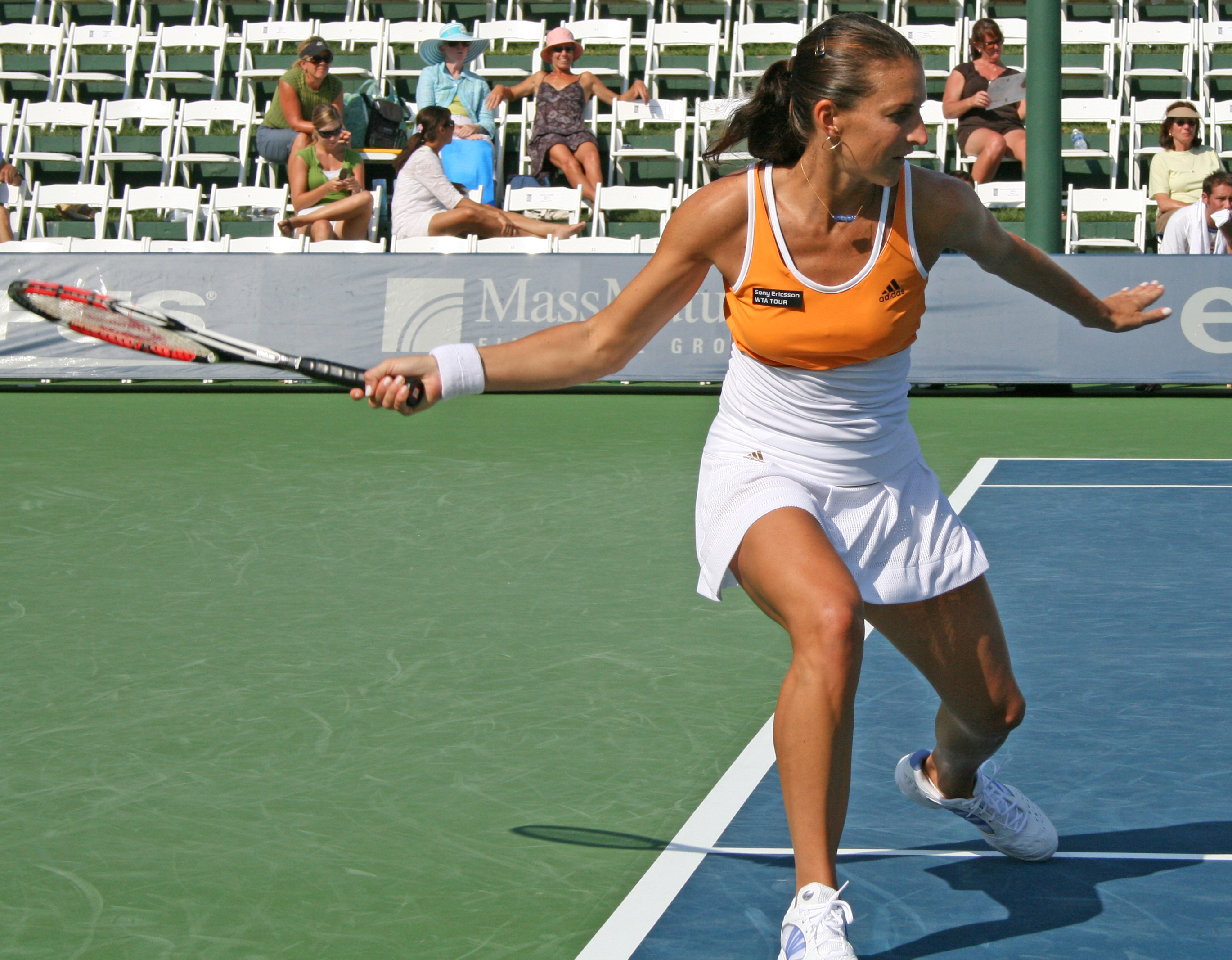
Corina Morariu, 2007

Corina Maria Morariu (n. 26 ianuarie 1978, Detroit, Michigan) este o fostă jucătoare de tenis americană de origine română, stabilită la Boca Raton, Florida, SUA.
Morariu a devenit jucătoare profesionistă în 1994. A fost cunoscută în mod special ca jucătoare de dublu. A câștigat la femei dublu la Wimbledon în 1999 împreună cu Lindsay Davenport. La fel, a câștigat la dublu mixt în 2001 la Australian Open împreună cu Ellis Ferreira.  A ajuns în 2005 în semifinala femei dublu la Australian Open cu Davenport în 2005.
O perioadă a fost clasată pe locul 1 la categoria "jucătoare de dublu".
În 2001, Morariu s-a îmbolnăvit de leucemie dar prin chimioterapie s-a însănătoșit într-atât încât a revenit în circuitul internațional profesionist de tenis WTA.  
Și-a anunțat retragerea din tenis după o înfrângere în sferturile de finală la US Open pe data de 19 septembrie 2007. 
S-a căsătorit cu fostul ei antrenor, Andrew Turcinovich, în 1999 dar au divorțat în 2003. 
Premiul Corina Morariu Courage Award (înființat de WTA) este numit în cinstea ei, ea fiind prima care l-a primit.
În 2003 a primit premiul WTA Tour Comeback Player of the Year.
Este "International Sports Ambassador" pentru "The Leukemia and Lymphoma Society."
Părinții Corinei Morariu sunt medici originari din Cluj, iar unchiul ei este cunoscutul cardiolog român Radu Deac.